# 蒔繪

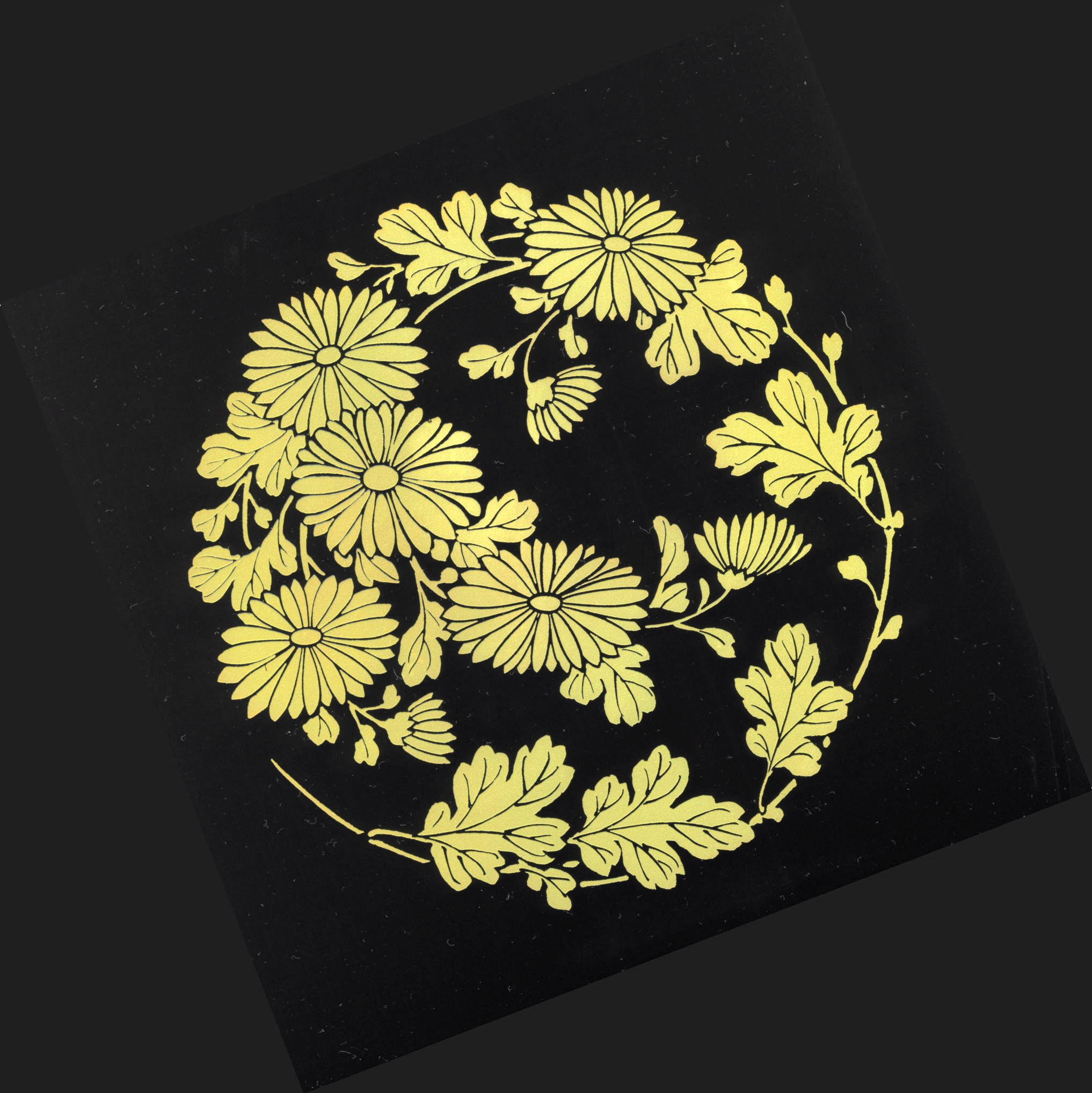
漆器屏風上蒔絵的菊

蒔繪（日语：／ Makie），是在漆器上以金、銀、色粉等材料所繪製而成的紋樣裝飾，為日本的傳統工藝技術。利用漆的黏性，將銀粉或金粉依照想要的圖樣，固定於漆器上的技法稱作蒔繪。「漆」指的是漆樹的汁液，塗抹於器具上，除了可以固定銀粉、金粉，也可以使器具更有光澤。蒔繪的紋樣題材眾多，技法則是隨著時代不斷改良、推陳出新。日本的國寶中有許多都是蒔繪的作品，如《八橋蒔繪螺鈿硯箱》、《片輪車蒔繪螺鈿手箱》等。由於日本在江戶時期或更早的年代，與許多歐洲國家有過貿易往來，在現在一些歐洲國家的博物館亦可見到日本蒔繪的蹤跡；如英國維多利亞和阿爾伯特博物館所藏的《樓閣人物源氏物語蒔繪箱》，為17世紀日本實施鎖國時，由當時的荷蘭東印度公司向日本購買的作品。

## 發展歷史
早前在日本国内，关於莳绘的由来学界也说法不一。著名漆艺家松田权六在《漆论》中，曾指出莳绘起源於“末金缕”，是用金属粉末和漆混合，然后再描绘的一种泥金漆画，起源於奈良时代。漆艺家六角大壤在《莳绘技法》一书中则认为，莳绘起源於平安时期，以日本正仓院所藏的御物“金银钿装唐大刀”为依据，认为莳绘是日本自创并独有的漆艺技术。但漆艺家王世襄则指出，日本所藏唐样大刀乃是中国唐代所製，而莳绘的前身“末金缕”也是由中国传入日本的。此后，松田权六访问中国时，在观看大量战国出土文物后，借其《漆论》再版之际，纠正了自己原先的看法。
日本最早有關蒔繪技術的藏品為正倉院的「金銀鈿荘唐大刀」，年代約在奈良時代末期。在這把唐大刀的刀鞘上可看見金色紋飾，稱作「末金鏤」。「末金鏤」一詞出自《東大寺獻物帳》（日文：東大寺献物帳）：「鞘上末金鏤作。」末金鏤與後來的研出蒔繪相似，且比「蒔繪」一詞早出現，被認為是日本蒔繪的前身。
在平安時代，由於金銀粉的精製技術尚未成熟，此時流行的蒔繪技法為「研出蒔繪」。先前介紹的「金銀鈿荘唐大刀」也屬於研出蒔繪的一種。研出蒔繪的作法為，先塗上一層漆，撒上金粉後，整片繪畫區域再塗一層漆，最後用木炭慢慢磨平表面顯露出金粉層。

平安時代末期，隨著金銀粉製作技術的進步，出現「平蒔繪」的技法。平蒔繪的作法與研出蒔繪相似。差別在於平蒔繪撒上金粉後，只在紋飾部分上第二層漆，最後將表面磨平。安土桃山時代的高台寺 （页面存档备份，存于）的紋飾即以平蒔繪為主。
鎌倉時代出現「高蒔繪」技法。高蒔繪為在紋樣部分塗抹較厚的漆，使之凸起,有立體感。相較於其他蒔繪技法，高蒔繪的橫切面比較「高」。
室町時代將「研出蒔繪」與「高蒔繪」融合，發展出「肉合蒔繪」。除了塗抹較厚的漆外，也使用木炭研磨。然而與研出蒔繪不同的是，肉合蒔繪保留部分漆層，讓表面看起來較為光滑。
江戶時代是日本蒔繪的全盛時期，出現許多有名的蒔繪師，如尾形光琳、小川破笠等。在江戶時代中期還出現與庶民文化為題材的「元祿文化」。
明治維新以後，蒔繪沉寂了一段時間。後來日本國粹逐漸受到重視,美術學校相繼成立，因而留住了蒔繪這項傳統。

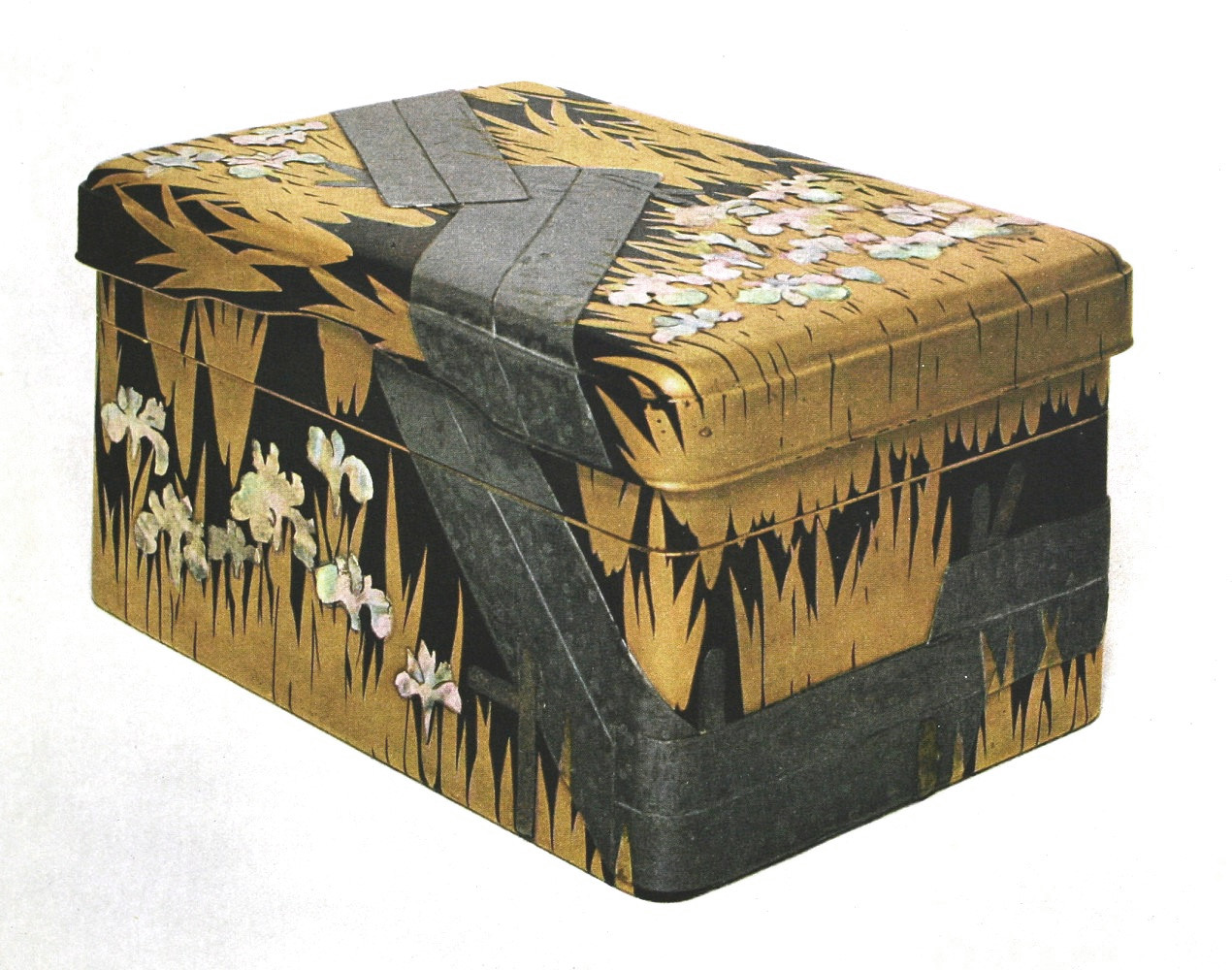
此為元祿文化的作品。描繪日本文學作品《伊勢物語》第9段中的「八橋」場景。江戶時期，尾形光琳，《八橋蒔繪螺鈿硯箱》，日本東京國立博物館藏。

## 題材種類[1]

### 文學
有《源氏物語》、《伊勢物語》、和歌等。

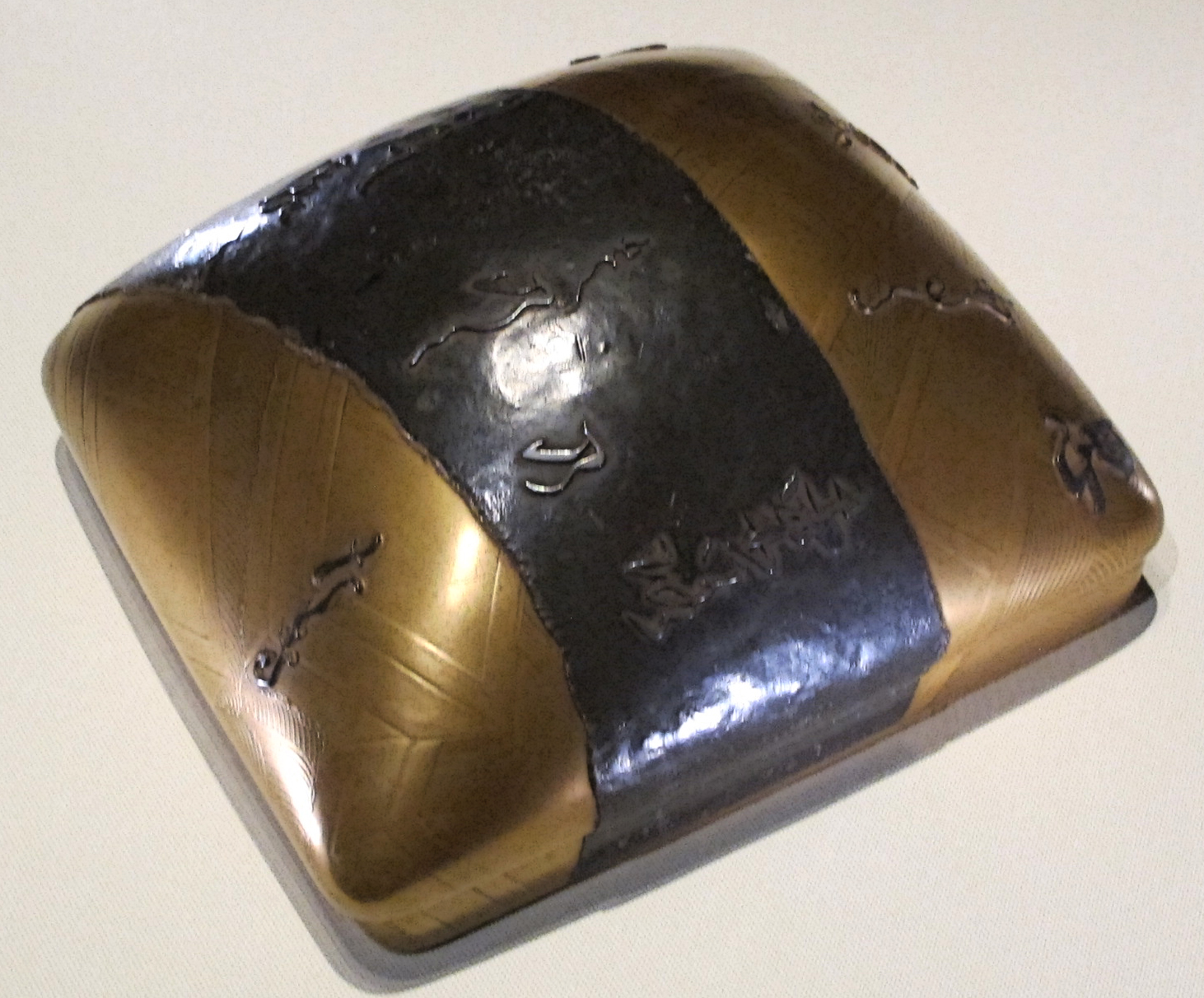
和歌的詩句散落在蓋子上。江戶時期，本阿弥光悦作，《舟橋蒔繪硯箱》（日语：舟橋蒔絵硯箱），東京國立博物館。

### 植物
竹：比喻君子高風亮節。
松：日本比喻為神居住的樹。
蔦：蔦會攀附在其他植物或建築物上，在日本被比喻為依偎的意思。
鐵線：鐵線的莖細長堅韌，因此被稱作鐵線。常最為裝飾植物。桃山時代的服飾或器物即可見鐵線紋飾。

梅：象徵高貴脫俗的氣節。平安時代的日本文學家菅原道真喜愛梅花，之後梅花便被廣為喜愛
櫻：日本的國花。約在平安時代時被廣為喜愛。
橘：象徵長生不老。日本貴族姓氏之一「橘氏」，其家紋即為橘紋。
菊：象徵長生不老。菊為日本皇室常見的家徽。
春蘭：春天開花，比喻芳潔美好。
紅葉：楓葉在日本稱為紅葉。常作為秋景的代表。
唐草：唐草是在中國唐朝時傳來日本，在日本奈良時代十分流行。在日本有繁榮茂盛、長久的比喻。
萩：萩生長在水邊。自平安時代以來就不斷地作為裝飾紋樣的題材。
土筆：早春時地下莖冒出地面，其嫩芽的形狀像是毛筆,因而稱為土筆。常被紋飾化，作為春景。
蒲公英：蒲公英春天生長，春景之一。
藤：常作為家紋，如平安時代的藤原氏即以藤紋為代表。
瓢：瓢為對半的葫蘆。葫蘆多子，被喻為繁茂之意。

### 動物
龍鳳：龍鳳圖案是從中國傳到日本，後成為天皇的圖案。象徵永生不死。
龜、鶴：龜萬年、鶴千年，兩者都象徵長生不老，是受到中國蓬萊神仙思想的影響。
千鳥：千鳥指的是成群的鳥。
海松貝：海松為海藻，海藻依附在貝上，因而稱為「海松貝」。海松貝象徵海洋，是桃山時代出現的蒔繪圖樣。
蜻蜓：在水草處飛翔。
蝴蝶：蝶與「耋」同音，代表長壽的意思。

### 佛教
日本在中國唐代曾多次派遣唐使與中國交流，因此在奈良時代的漆器時常具有唐代風格。然而在平安時代時，桓武天皇為了弱化寺院的影響力，以「密宗」為新佛教取代奈良時期的舊佛教。此時有關佛教題材的漆器也逐漸發展出日本的獨特樣式。佛教在漆器蒔繪中的題材有法華經（亦稱妙法蓮華經）、蓮花等。密宗的蒔繪題材有日輪、月輪等。

### 其他類
片輪車：據說描繪的是安平時代的日本人為了防止車輪乾燥破裂，而將車輪浸泡在水中的情景。
雪輪：雪花片。桃山時代的服飾已經有雪輪紋的出現。
扇：扇常見於日本傳統舞蹈、茶道、香道等。桃山時代開始流行將扇面的圖案裝飾在器具上。
山水：鎌倉時代受到宋朝山水與禪宗佛教的影響，山水水墨畫流行,追求與世隔絕的意境。此外也將山水畫轉化為蒔繪的紋飾，裝飾於工藝品上。
家紋：家族的徽章紋飾。日本的家紋據說有上萬種。有些家紋是為了紀念祖先，有些則是宗教信仰等。

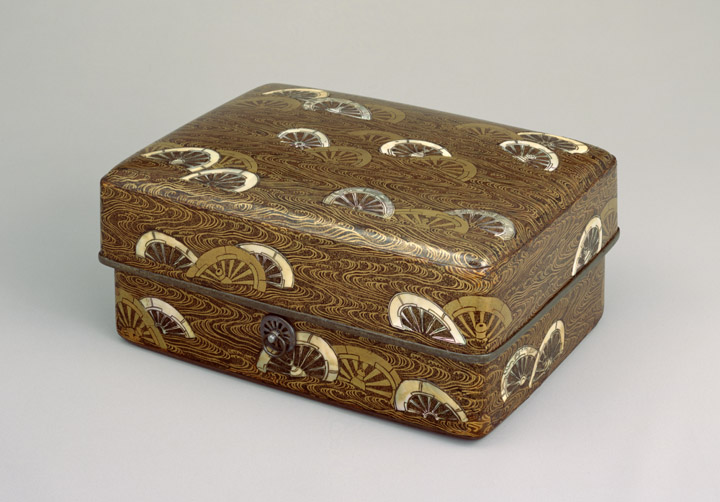
片輪車。12世紀平安時代，佚名，《片輪車蒔繪螺鈿手箱》（日文：片輪車蒔絵螺鈿手箱），日本東京國立博物館藏。

## 主要技法[2]
- 研出蒔繪：改良因金粒顆粒大小不一導致表面不平的缺陷。先使用漆描繪出紋樣。撒上金粉後，在整個漆器面上反覆塗漆，將金粉固定。最後再使用木炭或砥石將表面磨平，顯現出紋樣。因為研出蒔繪是整面處理，因此漆器表面十分平滑。

- 平蒔繪：研出蒔繪需要在整面反覆塗漆，並且整面研磨，較為費時。平蒔繪在固定金粉時，只在紋樣處塗漆。最後也使用木炭研磨表面。由於平蒔繪只在紋樣處塗漆，在紋樣處會顯得較為突出。

- 高蒔繪：繼承平蒔繪的特色。高蒔繪在紋樣上刻意用漆或木炭或漆灰（日文：錆）堆高。堆高後再撒上金粉，並研磨表面。高蒔繪相較於其他技法，著重在表面的立體感。

- 肉合蒔繪：研出蒔繪與高蒔繪的結合。肉合蒔繪除了有高蒔繪的突起外，也重視整體表面的平滑。

## 其他技法[3]

### 背景樣式
- 地蒔：在紋樣以外的地方撒上金、銀粉。
- 木地：不在器具上塗漆，保留木頭紋路。然後直接在木頭上繪製紋樣，以木頭作為底色。
- 黑蒔繪：以黑漆作為底色。其中以夜櫻蒔繪較為有名，描繪的是夜晚中的櫻花。
- 片身替：將漆器面用曲折的線條出分成兩半，一半不灑金、銀粉，另一半則灑上金、銀粉。

### 線條表現
- 描割：常用在葉脈的表現。在葉脈處不灑金、銀粉，保留底色以表現線條。
- 針描：灑上金、銀粉後，趁漆未乾時，用刀刮出線條。
- 線描：灑上金、銀粉後，用沾上繪漆的筆描繪線條，因此線條部份較厚。

### 彩色粉末
- 蒔朱繪：在以黑漆為底的漆器上，塗上紅色顏料點綴。
- 色粉蒔繪：灑完金、銀粉後，在紋樣上塗上一層薄的彩粉。

### 貼片
- 箔繪：將金、銀金屬片裁成想要的圖樣，再利用漆使其黏牢於漆器表面上。

## 文化交流

### 歐日交流[4]
- 南蠻漆器

16世紀，歐洲各國紛紛來亞洲貿易及傳教。歐洲人受到日本蒔繪技藝的吸引，從日本訂製了以蒔繪裝飾的神龕、聖餅箱、放置聖經的書架與西方外形的洋櫃；這些漆器大多是黑色漆底，以平蒔繪及螺鈿的技法做出精緻的圖樣。當時的日本人稱歐洲人為「南蠻」，於是這些特別為歐洲人訂做並且外銷給歐洲人的漆器，便稱之為「南蠻漆器」。
- 紅毛漆器

17世紀，日本實施鎖國政策，這時荷蘭人成為獨佔日本貿易的國家。此時銷往荷蘭的漆器螺鈿的用量減少，平蒔繪與高蒔繪的用量增加，常見大面積的風景繪圖，這種新的風格被稱之為「紅毛漆器」。不少蒔繪傢俱、用品，亦結合了當時西方流行的巴洛克與洛可可樣式，成為中西並蓄下的產物。

### 中日交流[5]
日本漆器藝術曾受到中國唐朝與宋朝的影響，如唐朝的唐草、宋朝的山水畫等。然而在明朝的相關古籍卻有記載中國人反過來學習日本的泥金畫(蒔繪)。如明朝黃大成著《髹飾錄》 「至天順年間西塘又有楊塤父子習髹日本遂以楊倭漆著名」、明朝慎蒙著《皇明文則》:「宣德年間嘗遣人至倭國，傳泥金畫漆之法以歸，楊塤遂習之。」、明朝高濂著《遵生八箋》:「漆器惟倭稱最，而胎胚式製亦佳。......有高二尺香幾，面以金銀蜔嵌《昭君圖》,精甚。種種器具，據所見者言之，不能悉數。而倭人之製漆器，工巧至精極矣。」明朝除了遣人至日本學習蒔繪技術，其技術的精細程度也受到明朝人的稱讚。以蒔繪裝飾的傢俱、文具、香具與古玩收藏盒頗受明代文人喜愛；清代亦延續明代之使用方式，將日本的手箱改造成可供玩賞的多寶格、以印籠收納小型玉器，是中日文化交流下蒔繪的新詮釋。

### 台灣蒔繪
1916年日治時期山中公來臺設立「山中工藝美術漆器製作所」。其所出產的漆器圖案，主要描繪臺灣當地的庶民生活。色彩明亮且鮮豔，發展出台灣獨特的漆器藝術，有「蓬萊塗」的稱號。山中公的學徒們除了有彩漆的作品外，也有有關蒔繪的作品。如王清霜的《月下美人(2008)》，是一件高蒔繪作品。